# Консерваторія Парми
Консерваторія Парми імені Арріґо Бойто (Conservatorio di Musica «Arrigo Boito» di Parma) — вищий навчальний заклад музичного профілю у Пармі.
Веде історію від герцогської школи співу, заснованої 1825 правителькою міста Марією-Луїзою Австрійською. У 1888 р. заклад був реформований у консерваторію, консультантом виступив Джузеппе Верді, за його ж рекомендацією консерваторію очолив Джованні Боттезині. Після його смерті, тривалий час закладом фактично керував Арріґо Бойто, ім'я якого консерваторія носить з 1919 року.
Серед випускників консерваторії — Артуро Тосканіні, Серена Даоліо. З 1955 року директором консерваторії був Гаспаре Скудері.